# Zacharie Astruc
Zacharie Astruc (8. února 1833 Angers – 24. května 1907 Paříž) byl francouzský umělecký kritik, novinář, básník, malíř a sochař.

## Životopis
Astruc pracoval jako novinář a kritik umění pro časopisy Echo du Nord a Pays. Později založil časopis Mascarille a v roce 1872 v Madridu L'espagne nouveau. Přispíval též do časopisu L’Etendard. Navíc byl ko-editorem literárního sborníku Le kvartil d'heure. Roku 1863 založil umělecký večerník Le Salon.
Z jeho díla literárního vyniká román Soeur Marie-Jesus (Sestra Marie-Jesus) a komedie Larmes de femme (Slzy ženy). Často pobýval ve Španělsku a rád se španělské tematice věnoval i literárně, zejména v básnické sbírce Poèmes d’Espagne (1884).
Astruc hrál důležitou roli na pařížské umělecké scéně druhé poloviny 19. století. Znal se s Henri Fantin-Latourem a Édouardem Manetem. Mezi jeho přáteli byl také malíř Emile Auguste Carolus-Duran. Astruc byl jedním z prvních zastánců Maneta a napsal báseň o jeho obrazu Olympia. Ve svých spisech hájil též Moneta, Corota, Delacroixe, Courbeta či Alphonse Legrose, zejména v knize esejů Quatorze stations du Salon de 1859, k níž napsala předmluvu George Sandová.
Astruc vytvořil portréty Frédérica Bazilla i Clauda Moneta. Později se věnoval zvláště sochařství. Jeho socha Prodejce škrabošek v Jardin du Luxembourg je jedním z jeho nejznámějších děl. Významné jsou též basreliefy Čtoucí muž (1869), Hrající si dítě (1870), Aurora (1878), poprsí Carmen a Rabelaise a sochy Král Midas (1885) a Hamlet (1887). V malířství se věnoval zvláště akvarelům, k nejoceňovanějším patří Vzpomínky na Languedoc (1855), Baletní zkouška či Sv. František z Assisi (1877).

## Dílo

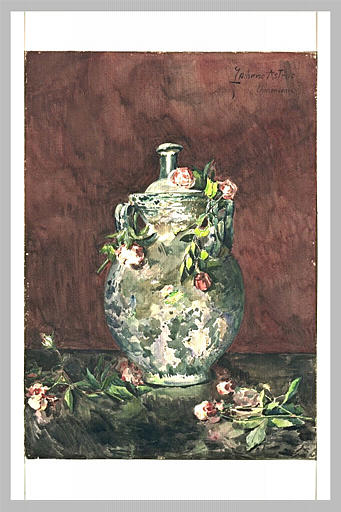
Roses négligemment jetées sur un vase
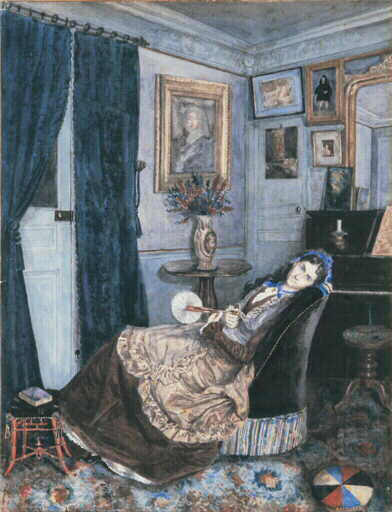
Intérieur Parisien
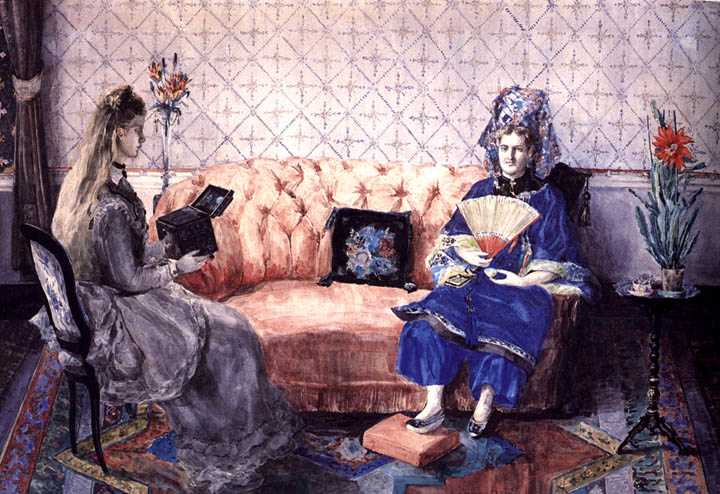
Les Prèsents Chinois
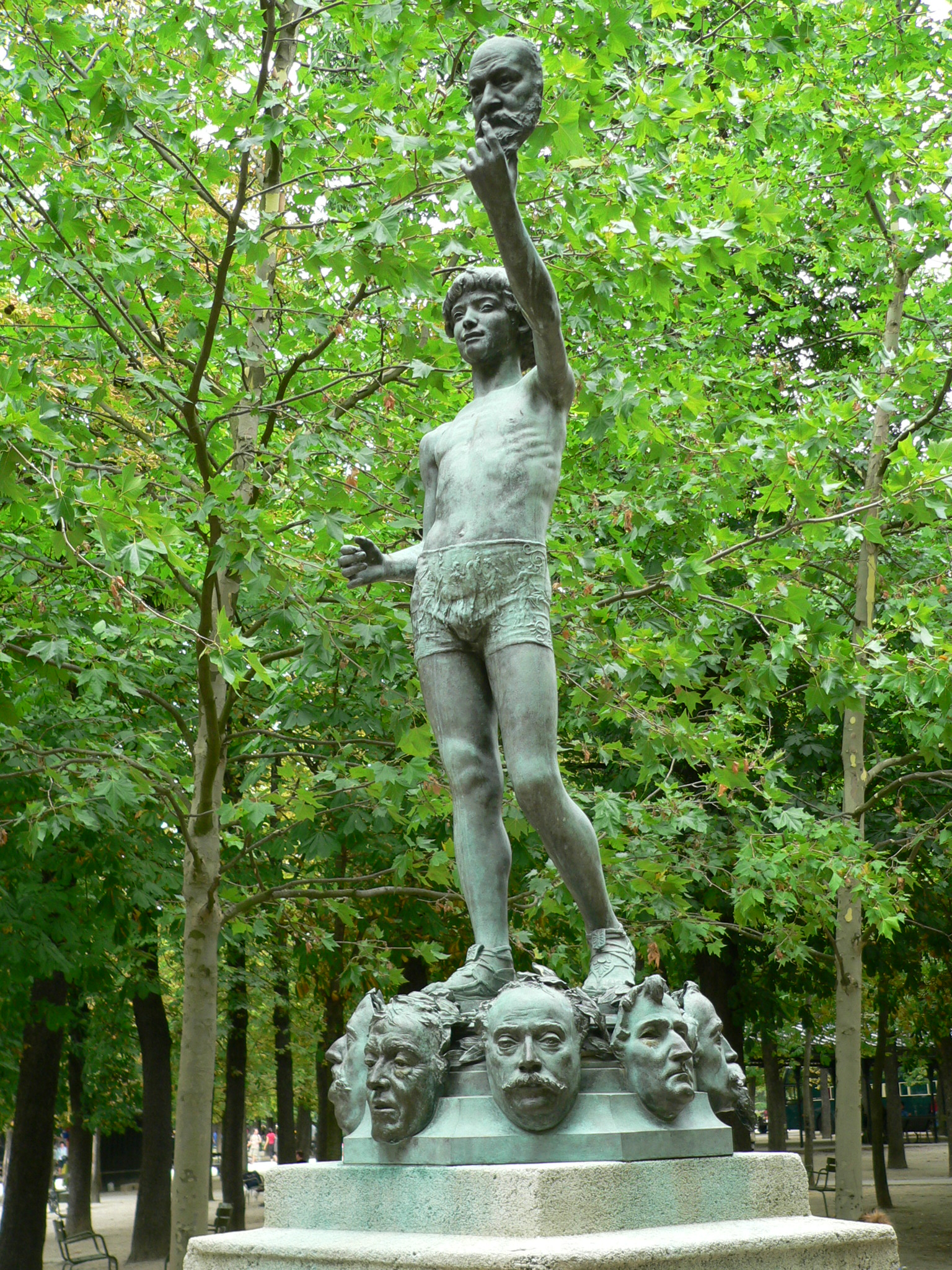
Prodejce masek Jardin du Luxembourg